# Lijst van werken van Giorgione
Deze lijst geeft een overzicht van de werken van de Venetiaanse renaissanceschilder Giorgione.

## Toegeschreven werken
Vooral vanaf het eind van de 20e eeuw zijn veel schilderijen en tekeningen, die in de loop der tijd aan Giorgione zijn toegeschreven, weer van zijn oeuvrelijst afgevoerd. Anno 2020 is de consensus dat in elk geval de volgende werken van zijn hand zijn:
| Afbeelding | Titel | Datering              | Techniek                                 | Afmetingen h × b cm | Verblijfplaats                                          | Opmerkingen                           |
| ---------- | --- | --------------------- | ---------------------------------------- | ------------------- | ------------------------------------------------------- | ------------------------------------- |
|            | Judit met het hoofd van Holofernes                                                                       | ca. 1500-1501         | olieverf op paneel, overgebracht op doek | 144 × 66,5          | Sint-Petersburg, Hermitage                              |                                       |
|            | De aanbidding door de wijzen                                                                             | ca. 1500 of 1506-1507 | olieverf op paneel                       | 29 × 81             | Londen, National Gallery                                |                                       |
|            | De Heilige Familie ("Benson-Madonna")                                                                    | ca. 1500              | olieverf op paneel                       | 37,3 × 45,5         | Washington, National Gallery of Art                     |                                       |
|            | Altaarstuk van Castelfranco                                                                              | ca. 1501              | olieverf op paneel                       | 200 × 152           | Castelfranco Veneto, kathedraal van Castelfranco Veneto |                                       |
|            | Portret van een jonge man                                                                                | ca. 1500-1501         | olieverf op doek                         | 58 × 46             | Berlijn, Gemäldegalerie                                 |                                       |
|            | Zelfportret als David (fragment)                                                                         | ca. 1503-1504         | olieverf op doek                         | 52 × 43             | Braunschweig, Herzog Anton Ulrich Museum                |                                       |
|            | Laura of Portret van een jonge vrouw                                                                     | 1506                  | olieverf op doek, bevestigd op paneel    | 41 × 33,6           | Wenen, Kunsthistorisches Museum                         |                                       |
|            | Portret van een man ("Terris-portret")                                                                   | ca. 1506              | olieverf op paneel                       | 30,2 × 25,7         | San Diego, San Diego Museum of Art                      |                                       |
|            | Jongen met een pijl                                                                                      | ca. 1506-1507         | olieverf op paneel (populier)            | 48 × 42             | Wenen, Kunsthistorisches Museum                         |                                       |
|            | La vecchia                                                                                               | ca. 1506-1507         | olieverf en tempera op doek              | 68 × 59             | Venetië, Gallerie dell'Accademia                        |                                       |
|            | De drie levensfasen van de mens of Het concert                                                           | ca. 1507-1508         | olieverf op paneel (populier)            | 62 × 78             | Florence, Palazzo Pitti (Galleria Palatina)             |                                       |
|            | De aanbidding door de herders                                                                            | 1505-1506             | olieverf op paneel                       | 91 × 111            | Washington, National Gallery of Art                     |                                       |
|            | Il tramonto of Landschap met zonsondergang                                                               | ca. 1507              | olieverf op doek                         | 73,3 × 91,5         | Londen, National Gallery                                |                                       |
|            | De drie filosofen                                                                                        | ca. 1507-1509         | olieverf op doek                         | 123,5 × 144,5       | Wenen, Kunsthistorisches Museum                         |                                       |
|            | Naakt | 1508                  | fresco                                   | 250 × 140           | Venetië, Gallerie dell'Accademia                        | Afkomstig van de Fondaco dei Tedeschi |
|            | Gezicht op Castel San Zeno in Montagnana met een zittende figuur op de voorgrond of Man in een landschap | ca. 1509              | rood krijt op papier                     | 20,3 × 29,0         | Rotterdam, Museum Boijmans Van Beuningen                |                                       |
|            | La tempesta ("De storm" of "Het onweer")                                                                 | ca. 1509              | olieverf en tempera op doek              | 82 × 73             | Venetië, Gallerie dell'Accademia                        |                                       |
|            | Slapende Venus                                                                                           | ca. 1510-1511         | olieverf op doek                         | 108 × 175           | Dresden, Gemäldegalerie Alte Meister                    | Voltooid door Titiaan                 |

## Betwiste en verworpen werken
Over sommige van de volgende werken bestaat onder de kunsthistorici nog meningsverschil over de vraag of ze (grotendeels) door Giorgione zijn geschilderd. Andere werken zijn waarschijnlijk gemaakt door kunstenaars uit de omgeving van Giorgione die zijn stijl navolgden of voortborduurden op zijn voorbeelden.
| Afbeelding | Toeschrijving en titel                                                                                       | Datering      | Techniek           | Afmetingen h × b cm | Verblijfplaats                              | Opmerkingen |
| ---------- | --- | ------------- | ------------------ | ------------------- | ------------------------------------------- | --- |
|            | Giorgione en/of andere kunstenaars Het oordeel van Salomo en Mozes ondergaat de vuurproef                    | ca. 1500      | olieverf op paneel | elk paneel: 89 × 72 | Florence, Uffizi                            | Vaak beschouwd als Giorgiones vroegstbekende werken (vooral op basis van de landschappen), waarbij hij al dan niet met andere kunstenaars zou hebben samengewerkt. |
|            | (kopie naar) Giorgione (?) Portret van een jonge man                                                         | ca. 1508-1510 | olieverf op paneel | 73 × 54             | Boedapest, Szépművészeti Múzeum             | |
|            | Titiaan Christus en de overspelige vrouw                                                                     | ca. 1508-1510 | olieverf op doek   | 137 × 180           | Glasgow, Kelvingrove Art Gallery and Museum | |
|            | Titiaan (of Giorgione ?) Concert champêtre                                                                   | ca. 1510      | olieverf op doek   | 105 × 136,5         | Parijs, Louvre                              | Sinds de 17e eeuw toegeschreven aan Giorgione; in de loop van de 20e eeuw door steeds meer kunsthistorici toegeschreven aan Titiaan                                |
|            | Titiaan (of Giorgione ?) Herder met een fluit                                                                | ca. 1510      | olieverf op paneel | 62,5 × 49,1         | Royal Collection (Hampton Court Palace)     | |
|            | Titiaan Kruisdraging                                                                                         | ca. 1510-1514 | olieverf op doek   | 70 × 100            | Venetië, Scuola Grande di San Rocco         | |
|            | Omgeving van Giorgione (Cariani of Sebastiano del Piombo ?) Madonna met gezicht op Venetië (Tallard-Madonna) | ca. 1506-1513 | olieverf op paneel | 76,7 × 60,2         | Oxford, Ashmolean Museum                    | |
|            | Cariani Portret van een Venetiaan                                                                            | ca. 1510-1515 | olieverf op doek   | 76,2 × 63,5         | Washington, National Gallery of Art         | |
|            | Navolger van Giorgione Portret van een boogschutter                                                          | 16e eeuw      | olieverf op paneel | 53,5 × 41,5         | Edinburgh, Scottish National Gallery        | |